# Molibdomenita
La molibdomenita és un mineral de la classe dels òxids. Rep el nom del grec μόλυβδος per "plom" i μήυη per "lluna".

## Característiques
La molibdomenita és un òxid de fórmula química PbSeO₃. Cristal·litza en el sistema monoclínic. La seva duresa a l'escala de Mohs és 3,5. Segons la classificació de Nickel-Strunz, la molibdomenita pertany a «04.JF - Selenits sense anions addicionals, sense H₂O".

## Formació i jaciments
Va ser descoberta a la mina Cacheuta, situada a la localitat de Cacheuta del departament de Luján de Cuyo, a Mendoza, Argentina. A banda d'altres indrets de l'Argentina, també ha estat descrita a Bolívia, el Canadà, Mèxic, els Estats Units, Alemanya, República Txeca i Anglaterra.